# Eremolepidaceae
Eremolepidaceae is een botanische naam, voor een familie van tweezaadlobbige planten. Een familie onder deze naam wordt zo af en toe erkend door systemen voor plantentaxonomie, maar niet door het APG-systeem (1998) en het APG II-systeem (2003): deze delen de betreffende planten in bij de familie Santalaceae.
De familie wordt wel erkend door het Cronquist systeem (1981), die de familie indeelt in de orde Santalales. Het gaat dan om een kleine familie, die voorkomt in de neotropen.